# Shadows (Roman)
Shadows ist ein Roman aus dem Jahr 1999 von Tim Bowler der 2001 auf Deutsch erschien (ISBN 3-464-37159-X).

## Handlung
Der sechzehnjährige Jamie Williams ist ein talentierter Squash-Spieler. Er wird von seinem Vater Ron trainiert, dessen Karriere in diesem Sport durch eine schwere Knieverletzung gestoppt wurde. Ron Williams hat den Ehrgeiz, seinen Sohn zum Weltmeister zu machen, d. h. mit ihm das zu verwirklichen, was ihm versagt blieb.
Um Jamies Leistungen zu steigern belohnt er ihn bei Siegen in Form von Geldprämien, bei Niederlagen gibt es schmerzhafte Erniedrigung durch Schläge. Jamie entwickelt unter diesen Umständen, wie er es in seinem geheimen Tagebuch niederlegt, eine ambivalente Haltung zu seinem Sport. Sein Vater gibt vor, stets das Beste für seinen Sohn zu wollen und ist fest davon überzeugt, dass dieser ihm eines Tages dankbar sein wird. Diese Ansicht erscheint wenig glaubwürdig, da Ron Williams seine Frau genauso verprügelt wie ihren gemeinsamen Sohn.
Jamies Angstgegner im provinziellen Ashingford ist Danny Powell, der ebenfalls von seinem Vater trainiert wird. Danny scheint der bessere Sportler der beiden zu sein, weil er über das aggressivere Spiel und über die größeren Kraftreserven verfügt. Erst kürzlich hat Danny ein Match gegen Jamie nach einem 0:2 Satzrückstand aufgrund seiner überlegeneren Kondition noch umgebogen. Und nun steht das nächste Duell der beiden bei den kommenden Regionalmeisterschaften bevor.
Auf diesem fiktionalen Hintergrund ist zu sehen, dass Jamie Williams sich nach einer Auseinandersetzung vor seinem Vater im Geräteschuppen des elterlichen Gartens versteckt. Dabei trifft er zufällig auf eine etwa gleichaltrige, schwangere junge Frau, Abby, die offensichtlich von zu Hause weggelaufen ist. Sie befindet sich auch deswegen in Schwierigkeiten, weil sie von zwei Männern verfolgt wird, denen sie viel Geld schuldet („mehrere Tausend Pfund“) und die ihr nach dem Leben trachten. Jamie stellt keine Fragen; stattdessen wird er zum bedingungslosen und uneigennützigen Helfer, in dem er sich von seinem einzigen Freund Spider Geld leiht und per Anhalter zusammen mit der jungen Frau nach Cumbria in ein Frauenhaus flieht. Auf dem Weg dorthin bekommt Abby ihr Kind, sie nennt es, zu Ehren ihres Begleiters, Jamie.
Es stellt sich heraus, dass die beiden Männer Brüder sind, sie gehören einer  mafiaartigen Organisation an und zwangen Abby zur Prostitution, wobei sie sich vermutlich mit HIV infizierte. Sie enthielt den Brüdern dabei jedoch das besagte Geld vor und nutzte es, um einem anderen Mädchen zur Flucht aus dem Milieu zu verhelfen. Der Vater des Kindes ist der größere der beiden Männer.
Erst nachdem sie Vertrauen zu Jamie gefasst hat, gibt sie ihre Identität preis: sie ist (überraschender- und zufälligerweise) Abby Powell, die Zwillingsschwester seines Angstgegners Danny. Abby Powell hat sämtliche Kontakte mit ihrer Familie abgebrochen und schließt auch für die Zukunft jede Versöhnung aus, weil ihr Vater nur ihren Bruder, den sportlichen Siegertyp, akzeptiert und sie zur Versagerin abstempelt. Jamie und Abby entwickeln allmählich Gefühle der Zuneigung füreinander, wobei sie Jamie sein Selbstvertrauen zurückgibt. Dies ermöglicht seine Selbstbehauptung gegen seinen Vater, die ein wesentlicher Aspekt seines Erwachsenwerdens darstellt.
Im letzten Drittel des Romans, der wiederum in Ashingford spielt, überstürzen sich die Ereignisse. Jamies Mutter nimmt sich nach der Lektüre von Jamies Tagebuch das Leben. Schließlich besiegt Jamie überlegen seinen Erzrivalen Danny in den Regionalmeisterschaften.

## Auszeichnungen
- 2000 erhielt der Roman den Angus Book Award.[1] und den
- Lancashire Children’s Book of the Year Award[2]